# Алондра намібійська
Ало́ндра намібійська (Calendulauda barlowi) — вид горобцеподібних птахів родини жайворонкових (Alaudidae). Мешкає в Намібії і Південно-Африканській Республіці. Деякі дослідники вважають цей вид конспецифічним з іржастою алондрою. Вид названий на честь піденноафриканського мецената Чарльза Барлоу.

## Опис
Довжина птаха становить 18 см, вага 25-36 г. Виду не притаманний статевий диморфізм. Забарвлення різниться в залежності від підвиду. У представників номінативного підвиду верхня частина тіла світло-сіро-коричнева, легко поцяткована темними смужками. Нижня частина тіла світло-сіро-коричнева, живіт білуватий. Груди поцятковані коричневими смужками. У представників підвиду C. b. barlowi верхня частина тіла коричнева. У представників усіх підвидів над очима є світлі "брови", через очі ідуть темні смуги.

## Підвиди
Виділяють три підвиди:
- C. b. barlowi (Roberts, 1937) — від річки Койґаб[en] до Ауса (півнденно-західна Намібія);
- C. b. patae (Macdonald, 1953) — узбережжя на південному заході Намбії та на північному заході ПАР;
- C. b. cavei (Macdonald, 1953) — внутрішні райони на південному заході Намбії та на північному заході ПАР.

## Поширення і екологія
Намібіїйські алондри мешкають на південному заході Намібії та на північному заході Північнокапської провінції в Південно-Африканській Республіці. Вони живуть на піщаних дюнах, подекуди порослих чагарниками і травою. Живляться комахами і насінням.